# ラシード・ドワイヤー
ラシード・ドワイヤー（Rasheed Dwyer、1989年1月29日 ‐ ）は、ジャマイカ・セント・メアリー教区出身の陸上競技選手。専門は短距離走。100mで10秒10、200mで19秒80（ジャマイカ歴代4位）の自己ベストを持つ。2015年北京世界選手権男子4×100mリレーの金メダリストである。
200mがメインのスプリンターで、2014年に初の19秒台となる19秒98をマークすると、2015年にはジャマイカ歴代4位の19秒80をマーク。200mでは2017年ロンドン世界選手権で準決勝進出、2014年英連邦競技大会と2015年北中米カリブ選手権で金メダル獲得などの実績を持つ。リレー種目では2015年北京世界選手権の4×100mリレー予選で世界選手権初出場を果たし、ジャマイカの決勝進出に貢献している（予選のみの出場）。

## 経歴

### 2008年
7月の世界ジュニア選手権男子4×100mリレー予選で3走（オシェイン・ベイリー、デクスター・リー、ドワイヤー、ヨハン・ブレーク）を務め、今季ジュニア世界最高記録（当時）の39秒62をマークしての決勝進出に貢献したが、決勝での出番はなかった。決勝でジャマイカは銀メダルを獲得し、予選を走ったドワイヤーもメダルを手にした。

### 2010年
7月の中米カリブ競技大会男子200m決勝で20秒49（0.0）の自己ベスト（当時）をマークし、チュランディ・マルティナ（20秒25）に次いで銀メダルを獲得した。3走を務めた男子4×100mリレーも38秒78をマークしての銀メダル獲得に貢献した。
10月の英連邦競技大会（コモンウェルスゲームズ）に出場すると、男子200mは準決勝で敗退したが、3走を務めた男子4×100mリレーは38秒79をマークしての銀メダル獲得に貢献した。

### 2011年
8月のユニバーシアード男子200m決勝を20秒20（-0.3）の自己ベスト（当時）で制し、この種目ではジャマイカ勢初の金メダリストとなった。

### 2013年
2連覇がかかった7月のユニバーシアード男子200m決勝で20秒23（+2.4）をマークするも、アナソ・ジョボドワナ（20秒00）に敗れ銀メダルに終わった。

### 2014年
5月の世界リレー男子4×200m予選で1走（ドワイヤー、ジャーメイン・ブラウン、ジェイソン・リバーモア、ウォーレン・ウィア）を務め、1分20秒15の大会記録（当時）をマークしての決勝進出に貢献したが、決勝での出番はなかった。
6月のジャマイカ選手権男子200m決勝で20秒04（+0.5）の自己ベスト（当時）をマーク。ウサイン・ボルトやヨハン・ブレーク、前回大会2位のニッケル・アシュミードなどは不在だったものの、前回大会チャンピオンのウォーレン・ウィア（20秒17）や前回大会3位のジェイソン・リバーモア（20秒25）らを破り初優勝を成し遂げた。
7月の英連邦競技大会男子200m決勝で20秒14（+0.5）をマークし、同じジャマイカのウォーレン・ウィア（20秒26）とジェイソン・リバーモア（20秒32）を破り金メダルを獲得した。
アメリカ大陸代表として出場した9月のコンチネンタルカップ男子200mでは、自身初の19秒台となる19秒98（+0.2）をマーク。アロンソ・エドワードに同タイム着差ありで敗れ2位に終わったが、20秒の壁を突破した9人目のジャマイカ人となった。

### 2015年
5月の世界リレー男子4×200m決勝で2走（ニッケル・アシュミード、ドワイヤー、ジェイソン・リバーモア、ウォーレン・ウィア）を務め、1分20秒97をマークしての金メダル獲得に貢献した。
7月のパンアメリカン競技大会男子200m準決勝でジャマイカ歴代4位の記録となる19秒80（+2.0）をマークし、自己ベストを0秒18も更新するとともに、同じジャマイカ人のドン・クォーリーが1971年大会でマークした19秒86の大会記録も塗り替えた。迎えた決勝では連続での19秒台となる19秒90（+0.3）をマークしたが、アンドレ・ドグラス（19秒88）に敗れ金メダルを逃した（3位のアロンソ・エドワードには同タイム着差ありで競り勝った）。
8月の北中米カリブ選手権男子200m準決勝を20秒17（+0.8）の大会タイ記録（当時）で突破すると、決勝では20秒12（+1.8）の大会記録を樹立して優勝し、2014年英連邦競技大会に続いて主要国際大会（シニア）の個人種目で金メダルを獲得した。
8月の世界選手権男子200mジャマイカ代表に選出。しかし、19秒80という今シーズン世界ランク2位（当時）の記録を持ち、北中米カリブ選手権チャンピオンというワイルドカードも持っていながら、6月のジャマイカ選手権で20秒69（-2.6）の5位に終わっていたため、5番手の選手として出場はかなわなかった。しかし、男子4×100mリレーでは枠（6枠）が空いたためリレーメンバーに選出されると、予選で3走（ネスタ・カーター、アサファ・パウエル、ドワイヤー、ニッケル・アシュミード）を務め、37秒41をマークしての決勝進出に貢献したが、決勝での出番はなかった。決勝でジャマイカは金メダルを獲得し、予選を走ったドワイヤーもメダルを手にした。

### 2016年
7月のジャマイカ選手権男子200m予選で20秒46（+1.0）をマークし、タイムで拾われて決勝に進出したが、決勝には出場していない。

### 2017年
6月のジャマイカ選手権男子200m決勝ではヨハン・ブレーク（19秒97）に次ぐ20秒26（+1.0）で2位に入り、ロンドン世界選手権ジャマイカ代表の座を掴んだ。
世界選手権個人種目初出場となった8月のロンドン世界選手権男子200mは、予選を20秒49（-0.6）で突破したものの準決勝は20秒69（+2.1）とタイムを落とし敗退した。

## 自己ベスト
記録欄の（　）内の数字は風速（m/s）で、+は追い風を意味する。
| 種目 | 記録           | 年月日        | 場所                 | 備考              |
| 屋外 | 屋外           | 屋外          | 屋外                 | 屋外              |
| ---- | -------------- | ------------- | -------------------- | ----------------- |
| 100m | 10秒10 (+1.4)  | 2016年4月16日 | キングストン         |                   |
| 100m | 10秒08w (+2.6) | 2016年3月12日 | スパニッシュ・タウン | 追い風参考記録    |
| 200m | 19秒80 (+2.0)  | 2015年7月23日 | トロント             | ジャマイカ歴代4位 |

## 主要大会成績
備考欄の記録は当時のもの
| 年   | 大会                        | 場所             | 種目    | 結果   | 記録            | 備考                                      |
| ---- | --------------------------- | ---------------- | ------- | ------ | --------------- | ----------------------------------------- |
| 2008 | 世界ジュニア選手権          | ブィドゴシュチュ | 4x100mR | 予選   | 39秒62 (3走)    | 決勝進出                                  |
| 2009 | 中米カリブ選手権 (en)       | ハバナ           | 4x100mR | 2位    | 39秒31 (3走)    |                                           |
| 2010 | 北中米カリブU23選手権 (en)  | ミラマー         | 200m    | 3位    | 20秒64 (+2.8)   |                                           |
| 2010 | 北中米カリブU23選手権 (en)  | ミラマー         | 4x100mR | 2位    | 39秒36 (4走)    |                                           |
| 2010 | 中米カリブ競技大会 (en)     | マヤグエス       | 200m    | 2位    | 20秒49 (0.0)    |                                           |
| 2010 | 中米カリブ競技大会 (en)     | マヤグエス       | 4x100mR | 2位    | 38秒78 (3走)    |                                           |
| 2010 | 英連邦競技大会 (en)         | デリー           | 200m    | 準決勝 | 21秒13 (+0.4)   |                                           |
| 2010 | 英連邦競技大会 (en)         | デリー           | 4x100mR | 2位    | 38秒79 (3走)    |                                           |
| 2011 | ユニバーシアード (en)       | 深圳             | 200m    | 優勝   | 20秒20 (-0.3)   | 自己ベスト ジャマイカ男子初優勝           |
| 2011 | ユニバーシアード (en)       | 深圳             | 4x100mR | 予選   | DQ (3走)        |                                           |
| 2013 | ユニバーシアード (en)       | カザン           | 200m    | 2位    | 20秒23 (+2.4)   |                                           |
| 2014 | 世界リレー (en)             | ナッソー         | 4x200mR | 予選   | 1分20秒15 (1走) | 決勝進出                                  |
| 2014 | 英連邦競技大会 (en)         | グラスゴー       | 200m    | 優勝   | 20秒14 (+0.5)   |                                           |
| 2014 | コンチネンタルカップ (en)   | マラケシュ       | 200m    | 2位    | 19秒98 (+0.2)   | 自身初の19秒台 アメリカ大陸代表           |
| 2015 | 世界リレー (en)             | ナッソー         | 4x200mR | 優勝   | 1分20秒97 (2走) |                                           |
| 2015 | パンアメリカン競技大会 (en) | トロント         | 200m    | 2位    | 19秒90 (+0.3)   | 準決勝19秒80 (+2.0)：大会記録・自己ベスト |
| 2015 | 北中米カリブ選手権 (en)     | サンホセ         | 200m    | 優勝   | 20秒12 (+1.8)   | 大会記録                                  |
| 2015 | 世界選手権                  | 北京             | 4x100mR | 予選   | 37秒41 (3走)    | 決勝進出                                  |
| 2017 | 世界リレー (en)             | ナッソー         | 4x200mR | 3位    | 1分21秒09 (3走) |                                           |
| 2017 | 世界選手権                  | ロンドン         | 200m    | 準決勝 | 20秒69 (+2.1)   |                                           |
| 2018 | 英連邦競技大会 (en)         | ゴールドコースト | 200m    | 準決勝 | 20秒82 (+0.3)   |                                           |

### ダイヤモンドリーグ
ダイヤモンドリーグの総合成績を記載。獲得ポイント欄の（　）内は出場したポイント対象レースの数を意味する。
| 年   | 種目 | 総合順位 | 獲得ポイント |
| ---- | ---- | -------- | ------------ |
| 2013 | 200m | 6位      | 1 (1レース)  |
| 2014 | 200m | 4位      | 3 (2レース)  |
| 2015 | 200m | 3位      | 4 (1レース)  |